# Cosmètics per a la cara
Cosmètics per a la cara (en llatí: De medicamine faciei femineae) és un poema didàctic d'Ovidi sobre la cosmètica i la manera en què la dona s'ha de cuidar la cara. Se suposa que es va escriure abans de l'Art amatòria, i de Remeis a l'amor. També parla sobre les cures de la bellesa i dels recursos utilitzats per les dones. Forma part del conjunt de poemes didàctics eròtics, dels que Ovidi en va escriure cinc llibres. A més dels citats hi hauria els Amores i les Heroides.